# Państwowy Komitet Obrony ZSRR
Państwowy Komitet Obrony ZSRR (ros. Государственный Комитет Обороны CCCP – ГКО CCCP, Gosudarstwiennyj Komitiet Oborony SSSR, GKO SSSR) – najwyższy organ w władzy państwowej ZSRR, utworzony po napaści III Rzeszy na ZSRR. 
Komitet posiadał pełnię władzy, jego decyzje miały moc dekretów czasu wojennego i wszystkie organy partyjne, państwowe, prawodawcze, terytorialne i związkowe miały obowiązek bezzwłocznej ich realizacji. 
Komitet został utworzony 30 czerwca 1941 Decyzją Prezydium Rady Najwyższej ZSRR, Komitetu Centralnego Wszechzwiązkowej Komunistycznej Partii (bolszewików) i Rady Komisarzy Ludowych ZSRR. W jego skład weszli: towarzysze: Stalin (Przewodniczący), Mołotow (zastępca przew.), Woroszyłow, Malenkow i Beria. 
Później skład uzupełniono o: Bułganina, Wozniesienskiego, Kaganowicza i Mikojana. 
Państwowy Komitet Obrony ZSRR kierował działalnością wszystkich komisariatów ludowych i organów. Decydował o mobilizacji obywateli i wprowadzeniu gospodarki wojennej, przygotowaniu pracowników dla potrzeb sił zbrojnych i przemysłu wojennego, ewakuacji przemysłu z zagrożonych rejonów, przemieszczeniu przemysłu do wyzwolonych rejonów, odbudowie gospodarki w zachodniej części państwa. Nakreślał ilości i terminy dostaw przemysłu w zakresie produkcji wojennej, stawiał zadania Naczelnemu Dowódcy i siłom zbrojnym w zakresie wojskowo-politycznym, unowocześniania struktury sił zbrojnych, zarządzał mianowaniem kadry na stanowiska, określał zadania wykorzystania sił zbrojnych w wojnie. 
Dużą uwagę ГКО CCCP poświęcał kierowaniu walką na zapleczu wroga (dywersja). W swej działalności wykorzystywał aparat państwowy i partyjny, pełnomocników Komitetu w terenie, miejscowe Komitety Obrony. Ludowy Komitet Obrony i jego urzędy były organami roboczymi Państwowego KO ZSRR ds. wojskowych, bezpośrednimi organizatorami i wykonawcami jego decyzji. Najwyższym organem wykonawczym ds. operacyjno-strategicznych Państwowego KO ZSRR była Stawka Najwyższego Naczelnego Dowództwa. Po zakończeniu II wojny światowej Decyzją Prezydium Rady Najwyższej ZSRR z dniem 4 września 1945 Państwowy Komitet Obrony Związku Socjalistycznych Republik Radzieckich został zniesiony.